# Hajná Nová Ves
Hajná Nová Ves este o comună slovacă, aflată în districtul Topoľčany din regiunea Nitra. Localitatea se află la altitudinea de 197 m deasupra n.m., se întinde pe o suprafață de 6,38 km2 și în 2017 număra 335 de locuitori.

## Istoric
Localitatea Hajná Nová Ves este atestată documentar din 1358.

## Demografie
| An:                | 1994 | 2004   | 2014   | 2024   |
| ------------------ | ---- | ------ | ------ | ------ |
| Număr de persoane: | 348  | 349    | 333    | 347    |
| Diferență:         |      | +0,28% | −4,58% | +4,20% |

| An:                | 2023 | 2024   |
| ------------------ | ---- | ------ |
| Număr de persoane: | 345  | 347    |
| Diferență:         |      | +0,57% |